# Japan Cup 1996
La 5e édition de la Japan Cup a lieu le 27 octobre 1996. Remportée par le Suisse Mauro Gianetti, de l'équipe Polti, elle est la onzième et dernière épreuve de la Coupe du monde.

## Classement final
| Pos. | Cycliste              | Équipe             | Temps          |
| ---- | --------------------- | ------------------ | -------------- |
| 1    | Mauro Gianetti        | Polti              | 4 h 31 min 1 s |
| 2    | Pascal Hervé          | Festina-Lotus      | + 23 s         |
| 3    | Andrea Peron          | Motoroal           | + 24 s         |
| 4    | Andrea Tafi           | Mapei-GB           | m.t.           |
| 5    | Davide Rebellin       | Polti              | m.t.           |
| 6    | Daniele Nardello      | Mapei-GB           | + 32 s         |
| 7    | Fabio Roscioli        | Refin-Mobilvetta   | + 1 min 57 s   |
| 8    | Viatcheslav Djavanian | Roslotto-ZG Mobili | + 4 min 30 s   |
| 9    | Michel Lafis          | Telekom            | m.t.           |
| 10   | Bobby Julich          | Motorola           | + 4 min 42 s   |